# Intérieur à New York
Intérieur à New York – en anglais New York Interior – est un tableau réalisé par le peintre américain Edward Hopper vers 1921. Cette huile sur toile est une scène de genre qui représente un intérieur new-yorkais dans lequel une femme brune au dos tourné vers le spectateur est manifestement en train de coudre vêtue de ce qui semble être une tenue de ballet. Legs de l'épouse de l'artiste, l'œuvre est conservée au Whitney Museum of American Art.

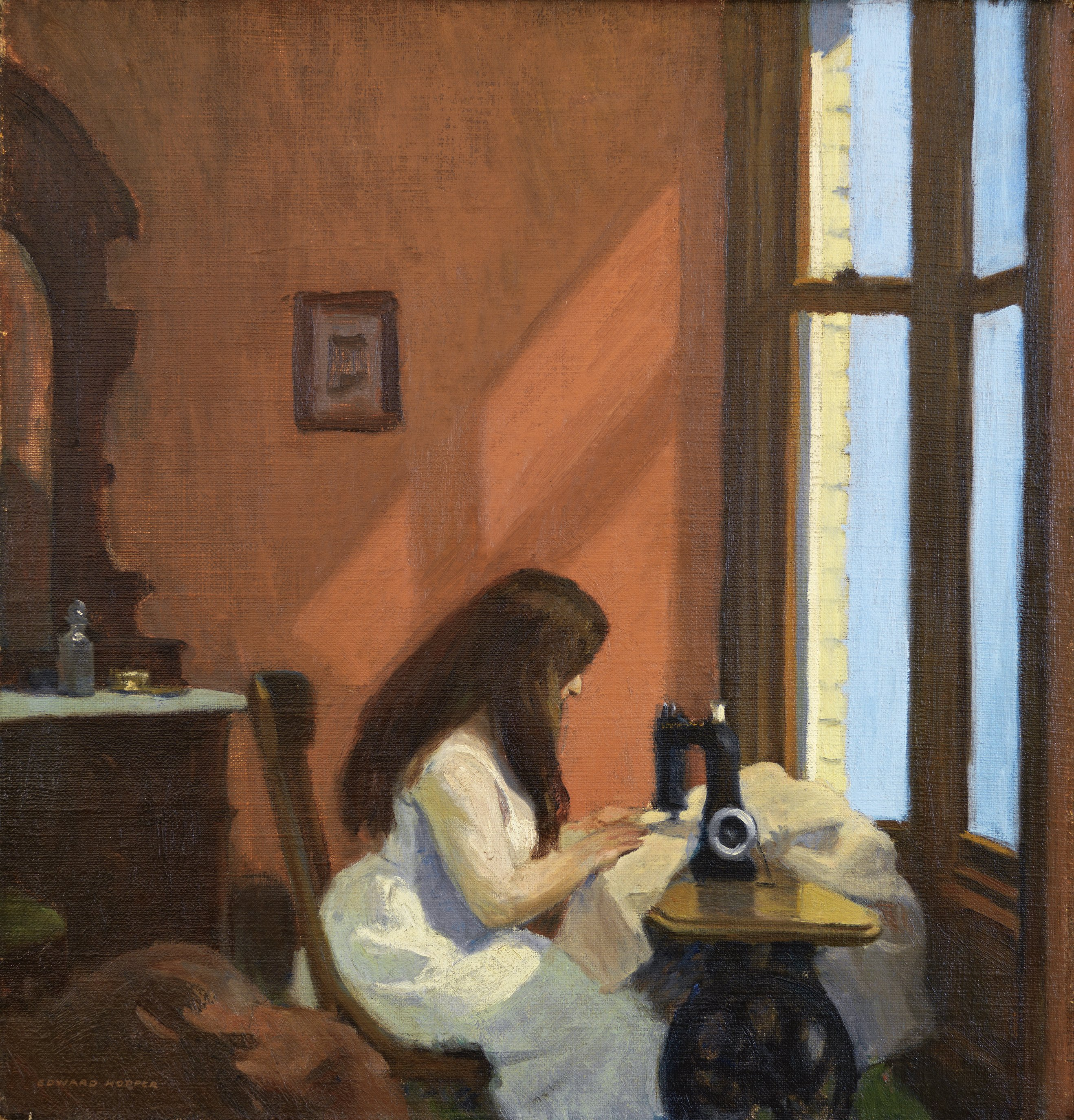
Jeune Fille à la machine à coudre, vers 1921 – Musée Thyssen-Bornemisza, Madrid.